# Corinaldo
Corinaldo é uma comuna italiana da região das Marcas, província de Ancona, com cerca de 5 170 habitantes. Estende-se por uma área de 48 km², tendo uma densidade populacional de 108 hab/km². Faz fronteira com Castel Colonna, Castelleone di Suasa, Mondavio (PU), Monte Porzio (PU), Monterado, Ostra, Ostra Vetere, Ripe, San Lorenzo in Campo (PU).
Faz parte da rede das Aldeias mais bonitas de Itália.
Aqui recentemente foi encontrado um túmulo do século VII a.C., riquíssimo e enorme, cheio de objectos, e que foi construído para um príncipe picentino.

## Demografia
| Variação demográfica do município entre 1861 e 2011                               |
|                                                                                   |
| Fonte: Istituto Nazionale di Statistica (ISTAT) - Elaboração gráfica da Wikipedia |